# ID&T
ID&T est une société événementielle et un label néerlandais fondé en 1992, à Utrecht, par Irfan van Ewijk, Duncan Stutterheim et Theo Lelie. Il est l'un des plus grands organisateurs d'événements de musique gabber, hardstyle et hard trance aux Pays-Bas et depuis récemment en Belgique. Ils organisent des évènements de musiques électroniques de grande envergure, tels Sensation, Innercity, Trance Energy, Mystery Land, Shockers, l'Amsterdam Music Festival, Thunderdome, ou encore Tomorrowland durant quelques années.
Depuis 2013, ID&T fait partie de SFX Entertainment après le rachat des parts de Duncan Stutterheim ; ID&T constitue la branche « Europe » de SFX Entertainment qui a également ID&T North America. Après la revente par SFX, ID&T est acheté par le groupe anglais Superstruct.

## Histoire

### Lancement
ID&T est la réunion, initialement informelle, de trois copains, Irfan van Ewijt, Duncan Stutterheim et Theo Lelie. Les acronymes de leur nom, placés par ordre d'âge, forment ce qui deviendra plus tard une importante organisation événementielle néerlandaise. Les premières petites soirées locales organisées par les trois amis se déroulent en 1991, à la salle « Omshanti » de Landsmeer. Ce centre doit fermer le 1er janvier 1992, et la soirée d'adieu qu'ils y organisent le 31 décembre 1991 accueille 300 participants. Au printemps 1992, les trois étudiants ont l'idée d'organiser une immense rave, basée sur le modèle des raves britanniques, pour fêter la fin de leurs études. La première édition, appelée The Final Exam, de leur festival Thunderdome, se déroule le 20 juin 1992 au Jaarbeurs à Utrecht aux Pays-Bas, devant 11 000 personnes dansant sur de la musique gabber (à cette époque appelée « hard house »). The Final Exam devient la référence pour une référence incontournable de la scène hardcore, et ID&T se popularise sur toute la scène musicale germanique.
Après The Final Exam, Theo Lelie quitte ID&T, mais la petite entreprise reste active et conserve son nom initial. Une deuxième édition du festival Thunderdome est organisée le 3 octobre 1992, dans la patinoire Thialf de Heerenveen. Le succès est de nouveau immédiat, et ID&T décide de continuer les raves Thunderdome et de créer une série de compilations portant le même nom. Ainsi, en coopération avec le label Arcade, l'organisation lance la série de compilations dont les ventes se compteront par millions d'exemplaires. En automne 1994, Irfan van Ewijt décide, en accord avec Duncan Stutterheim d'abandonner à son tour l'aventure, laissant ce dernier seul à la tête d'ID&T alors que la société est au bord de la banqueroute après l'échec de Mystery Land 1994.

### Développement et rachat
La société se développe et s'installe à Amsterdam. L'activité de l'entreprise est double, organisation de festivals et label discographique, éditant des productions dans différents styles de musique électronique, hardcore, gabber, happy hardcore, puis hardstyle et trance. Au faîte de la vague gabber, ID&T fait de gros bénéfices en organisant les événements les plus courus par le public, rassemblant les artistes et DJ les plus en vue. Mais à la tête d'ID&T, on s'interroge sur le message que véhiculent ces festivals, dont les thématiques sont axées sur la noirceur et le rejet de la société, « Fuck it all » ; ID&T décide de réorienter sa cible vers quelque chose de plus positif. En 2000, le projet Sensation prend forme, et ID&T remporte un grand succès. De cette expérience découlent nombre de projet. Sensation est depuis 2008 organisé dans plus de vingt pays chaque année pour son édition « White » (house et trance) et plus de cinq pays pour l'édition « Black » (jumpstyle, hardstyle et gabber). S'ensuit toute une série de nouveaux événements nés pendant les années 2000, notamment la Trance Energy devenue référence dans le style. La réflexion sur le message véhiculé par les événements d'ID&T se poursuit, et se concrétise à la fin des années 2000 avec l'arrivée de Carlijn Lindemulder, directrice du développement durable. Celle-ci lance la réflexion sur l'impact environnemental des événements, et met en place des actions qui ont permis de limiter les consommations d'énergie, de trier les déchets, de replanter les lieux des festivals en plein air.
En 2012, des rumeurs apparaissent concernant la cession par Duncan Stutterheim d'ID&T à un groupe événementiel tiers. ID&T ayant alors une réputation mondiale en ce qui concerne l'organisation d'événements dansants, voit son nom apparaître auprès de celui de la société événementielle américaine Live Nation, le numéro un, en particulier lorsque ID&T annonce en juin 2012 que celle-ci coorganise la première édition de Sensation aux États-Unis, qui se déroule en octobre 2012. Mais il est aussi question d'AEG, le numéro deux, et d'autres prétendants. Stutterheim annonce également que le futur d'ID&T est de se tourner vers les États-Unis. Les parts d'ID&T dans Tomorrowland-Belgique sont alors achetés en 2013 par Manu et Michiel Beers, créant ainsi une autonomie pour cette édition européenne par rapport à la maison mère SFX et aux deux éditions se déroulant sur le continent américain. En 2013 toujours, la vente se confirme. C'est SFX Entertainment qui remporte le morceau, acquérant 75 % d'ID&T créant ainsi TomorrowWorld puis Tomorrowland au Brésil organisé à partir de 2015 par la nouvelle filiale de SFX : Plus Talent. 
En octobre de la même année, Duncan Stutterheim se sépare de ses dernières parts dans l'entreprise, SFX devenant propriétaire unique d'ID&T, annonce faite lors de l'Amsterdam Dance Event. Cet achat, qui aura coûté à SFX un total de 100 M€, se fait une semaine avant l'entrée en bourse de l'entreprise de Robert F. X. Sillerman (en) au NASDAQ. Duncan Stutterheim, resté un temps directeur général de la branche Europe, quitte ce poste le 4 juillet 2015, pour être remplacé par Wouter Tavecchio. En parallèle, aux États-Unis, ID&T vient renforcer l'autre filiale de SFX, Made Talent, après deux éditions de Electric Zoo à l'organisation défaillante et se terminant mal.
Fin 2015, de nouveau bruits courent concernant un rachat d'ID&T à SFX par le milliardaire néerlandais John de Mol, appuyé par Wouter Tavecchio, directeur de Q-dance, et Bas Meijer, juriste d'ID&T. SFX, qui a besoin de liquidités, cherche en effet à se séparer de certains de ses actifs, après l'échec de l'implantation d'événements ID&T aux États-Unis (annulation de One Tribe en septembre 2015), la désastreuse édition 2015 de TomorrowWorld et la chute vertigineuse de son action au NASDAQ, cotée à 30 cents pour un prix unitaire de 13 $ lors de l'introduction en bourse. L'organisateur est finalement revendu.
En septembre 2020, des suites de l'impact de la crise sanitaire sur le secteur événementiel, ID&T annonce la suppression de 40 % de ses emplois. L'année suivante, le groupe anglais Superstruct achète ID&T à Axar Capital,.

## Partenariats et événements

### Événements
- Indian Summer Festival (nl), à tendance house/progressive et trance.
- Magneet Festival, en partenariat avec Magneetbar au sein de la coentreprise Magneet Festival BV, depuis 2014[21].
- Mystery Land, annuellement organisé sur la butte de la municipalité d'Haarlemmermeer (Pays-Bas) en partenariat avec Q-dance (hardstyle et hardcore).
- Thunderdome, sur le devant de la scène hardcore et gabber. Concept actif entre 1992 et 2012.
- Tomorrowland, est un festival de musique électronique organisé depuis 2005 à Boom (Belgique) par les frères Manu Beers et Michiel Beers. ID&T  possède des parts dans ce festival jusqu'en 2013[10]. L'édition brésilienne de ce festival en 2015 est organisée localement, en relative autonomie, avec l'appui de Plus Talent, filiale locale d'ID&T.
- L'Amsterdam Music Festival qui se déroule en marge de l'Amsterdam Dance Event, organisé avec Alda Events[22].
- Electric Zoo depuis l'édition 2015 à New York, ID&T renforce l'organisation de Made Event.

Autres évènements notables tels que : Tiësto In Concert 1 et 2, Innercity, Amazone, Convertible, Welcome to the Future et Turn up the Bass.

### Filiales notables
- Dreamteam Productions
- ID&T Music Germany
- Thunderdome Records
- Waxweazle (entre autres)

## Diversification
Le concept phare d'ID&T, Thunderdome, a été largement utilisé pendant la période gabber des années 1990 comme marque commerciale, et décliné sous de nombreuses formes. ID&T a ainsi produit ou distribué :
- Toute une gamme de merchandising destiné aux gabbers : bombers, casquettes, slipmats, et même des préservatifs ;
- Une boisson énergisante, Thundertaste, produite par sa filiale Thundertaste Energy drink.

ID&T a progressivement diversifié son offre en matière de divertissement, organisant en plus de Thunderdome les événements Sensation White and Black, Innercity, Trance Energy, Mystery Land, Shockers, In Concert, et en partie Tomorrowland jusqu'en 2016.
ID&T est également intervenu dans d'autres domaines, avec deux chaînes de restaurants (Cineac et Mme Jeannette), un grand club de plage (en néerlandais : strandclub) Bloomingdale à Bloemendaal aan Zee, un magazine (Thunder Magazine) et une station de radio nationale (ID&T Radio, entre 2000 et 2005).

## Distinctions
ID&T est récompensé par la profession pour la qualité des événements dont la société a assuré l'organisation.
- 2009[24] - Meilleur organisateur - International Dance Music Awards (IDMA), en marge de la Winter Music Conference
- 2010[25] - Meilleur organisateur - IDMA
- 2011[26] - Meilleur organisateur - IDMA
- 2012[27] - Meilleur organisateur - IDMA (nommé)
- 2013[28] - Meilleur organisateur - IDMA (nommé)